# Igarapé-Miri
Igarapé-Miri är en kommun i Brasilien.   Den ligger i delstaten Pará, i den nordöstra delen av landet, 1 500 km norr om huvudstaden Brasília. Antalet invånare är 58 023.
Följande samhällen finns i Igarapé-Miri:
- Igarapé Miri

I omgivningarna runt Igarapé-Miri växer i huvudsak städsegrön lövskog. Runt Igarapé-Miri är det ganska glesbefolkat, med 32 invånare per kvadratkilometer.